# Звід законів
Звід законів;— універсальна форма систематизації законодавства, здійснювана з метою удосконалення правового регулювання суспільних відносин, забезпечення більшої стабільності й доступності законодавства, зміцнення законності і підвищення правової культури громадян.

## Загальні положення
Формування зводу законів охоплює всі відомі види систематизації законодавства: інкорпорацію, кодифікацію і консолідацію.

3від законів не замінює чинних актів законодавства єдиним кодифікованим актом, а є офіційним перевиданням, який здійснює найвищий орган законодавчої влади раніше ухвалених правових актів нормативного характеру, але певним чином систематизованих. Тому звід законів слід розглядати як офіційне систематизоване зібрання найважливіших діючих нормативно-правових актів. Текст актів, вміщених у зводі законів, вважається достовірним і офіційним. Однак у разі спору щодо змісту певної норми необхідно звертатися до джерела, де вперше було опубліковано нормативно-правовий акт. 3водом законів можна користуватися як джерелом права при вирішенні конкретних справ. Разом з тим акти, що містяться у 3воді законів, не втрачають самостійного значення, і ними можна користуватися на підставі попереднього джерела публікації. З виданням 3воду законів зберігають чинність і ті акти, що не увійшли до його складу.

3від законів будується як зібрання актів, а не норм, що дає змогу зберегти практику, при якій приймаються не лише акти, що належать до однієї галузі законодавства, а й акти, що комплексно вирішують певну проблему шляхом включення норм різних галузей законодавства. Зміст зводу законів повинен відповідати основним принципам конституції країни, необхідності розкриття, конкретизації та розвитку її положень в інших нормативно-правових актах. До зводу законів включаються закони та найважливіші підзаконні нормативно-правові акти, що приймаються найвищими органами державної влади. До нього не входять нормативно-правові акти тимчасового характеру, правові акти, що стосуються окремих підприємств і установ, тобто ті правові акти, які не мають загального характеру або передбачають рішення, які, з огляду на специфіку питань правового регулювання, часто змінюються. Матеріали зводу законів формуються як з опублікованих, так і з неопублікованих в офіційних джерелах актів. За необхідності можливе включення у звід законів актів, які раніше не публікувалися в офіційних джерелах і видані з відповідними грифами, однак таке включення відбувається з дотриманням встановленого порядку видачі дозволів на публікацію таких актів.

## Структура формування зводу законів
У зводі законів нормативно-правові акти розміщуються за предметною ознакою у хронологічній послідовності з посиланням на час їх прийняття та на офіційне видання, де їх було опубліковано. У випадку регулювання певного питання нормами, що містяться у різних нормативно-правових актах, при складанні зводу законів застосовують прийом посилань і доповнень для вказівки на ті частини зводу законів, до яких увійшли акти, що містять норми, які конкретизують або розвивають певну статтю даного закону. 
Розміщення нормативно-правових актів за предметною ознакою (за сферами правового регулювання) відбувається за певною схемою, розробленою уповноваженим на те органом. Залежно від змісту та обсягу матеріалу проводиться його поділ на розділи, глави та інші структурні підрозділи, яким надається назва і порядковий номер. Матеріал розміщується у порядку, що забезпечує послідовний розвиток теми, з першочерговим поданням основ та інших основоположних актів законодавства. До кожного розділу зводу законів і до зводу законів загалом додається хронологічний перелік включених актів, алфавітно-предметний покажчик та інший довідковий апарат, що забезпечує зручність користування. З розвитком і вдосконаленням законодавства звід законів повинен системно доповнюватися новими актами, а ті акти, які вже втратили свою юридичну силу повинні бути прибрані.

## Короткі відомості про відомі збірники законів
- «Corpus juris civilis» - зведений збірник законів за часи панування візантійського імператора Юстиніана Великого (528-534 роки н.е.)
- Зведення законів Російської Імперії (1857 рік)— зібрання усіх діючих законодавчих актів Російської імперії, яке було створене за ініціативою Миколи 1. Збірник не містив ніяких термінів, був написаний простою та зрозумілою мовою.
- Великий Звід законодавства Сполучених Штатів Америки (1926 рік) - перше кодифіковане законодавче джерело США. Через велику кількість законів було запропоноване, а потім втілене у життя Великий Звід, який оновлювався кожного року.

## Зберігання актів законодавства
На підприємствах, в установах, організаціях повинні бути створені умови для забезпечення зберігання актів законодавства та їх збірників.
Для забезпечення належного зберігання та зручності в користуванні, акти законодавства комплектуються в окремі книги і підшиваються за роками.
Відповідальність за своєчасне комплектування і збереження актів законодавства та юридичної літератури покладається на працівників юридичної служби підприємства, установи, організації, які виконують обов'язки з питань кодифікаційно-довідкової роботи.